# Hochkreuz Hardt-Venn

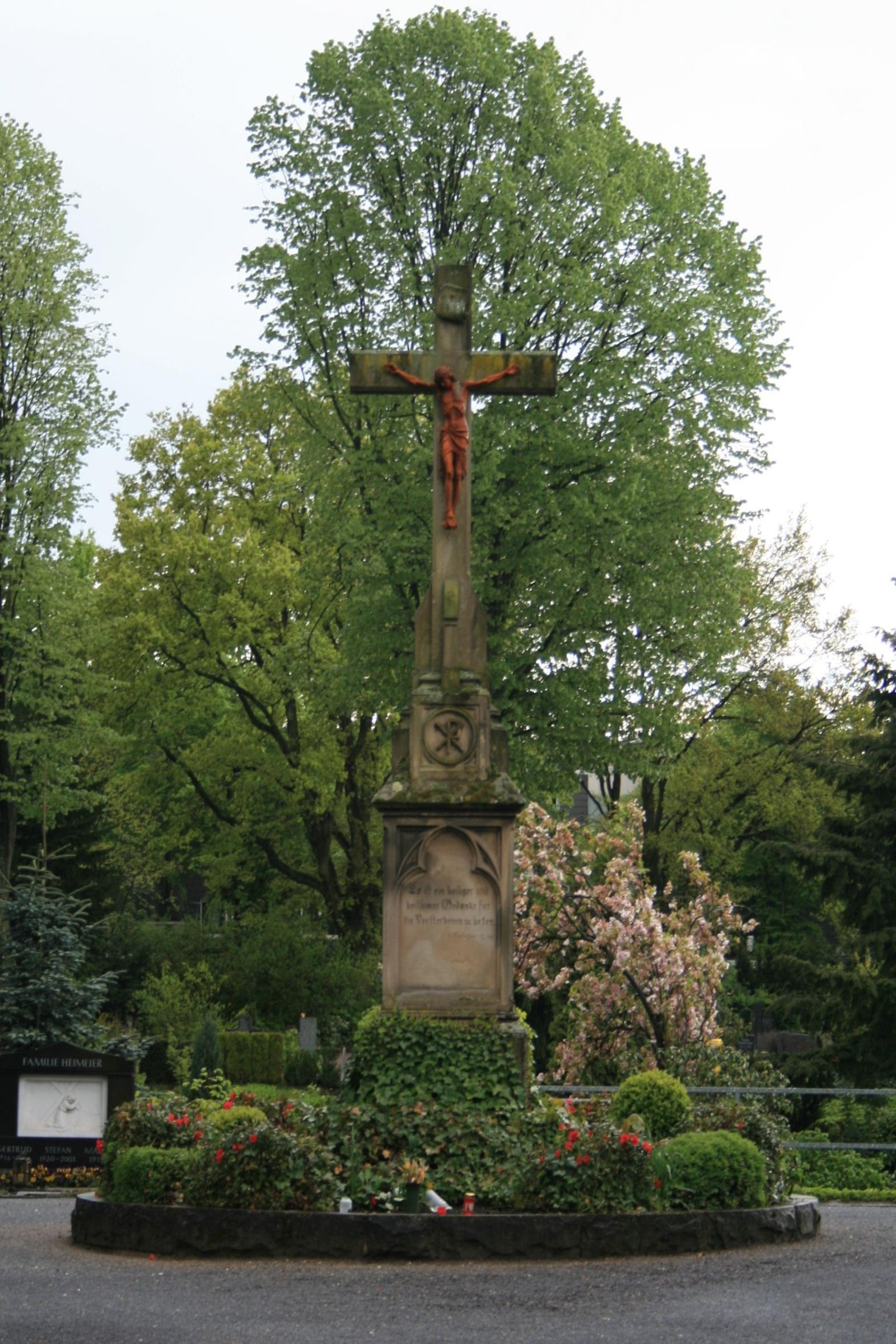
Hochkreuz (2010)

Das Hochkreuz Hardt-Venn befindet sich im Stadtteil Venn in Mönchengladbach (Nordrhein-Westfalen), Thomas-Mann-Straße.
Das Kreuz wurde 1885 aufgestellt. Es wurde unter Nr. T 013  am 16. April 1999 in die Denkmalliste der Stadt Mönchengladbach eingetragen.

## Lage
Das Hochkreuz steht im Kreuzungsbereich zweier Wege auf dem alten Teil des Friedhofes in Venn.

## Architektur
Das Hochkreuz ist rund 5 m hoch und besteht aus bräunlichem Sandstein (evtl. Ruhrsandstein). Über einem zweistufigen Sockel und einem mehrfach gestuften, sich nach oben verjüngenden Mittelbau mit Inschrifttext erhebt sich das Schaftkreuz mit dem Corpus und der Schrifttafel (INRI). Der Fuß des Schaftkreuzes mündet in eine sich mehrfach verbreiternde und durch Wasserschläge gestaltete Basis, die in ein gerahmtes Feld mit dem in einem kreisförmigen Rahmen sitzenden Christusmonogramm überleitet. Auf der nach Norden zum Haupteingang (Stationsweg) gerichteten Frontseite trägt der Mittelbau die Inschrift:
Es ist ein heiliger und / heilsamer Gedanke, für / die Verstorbenen zu beten. / Errichtet im Jahre 1885.
Die Rückseite trägt die Inschrift:
Eigenthum der kath. Pfarrkirche zu Venn.
Das Objekt ist aus ortsgeschichtlichen, sozialgeschichtlichen und kunsthistorischen Gründen als Baudenkmal schützenswert.